# Friedenskirche (Hunderdorf)

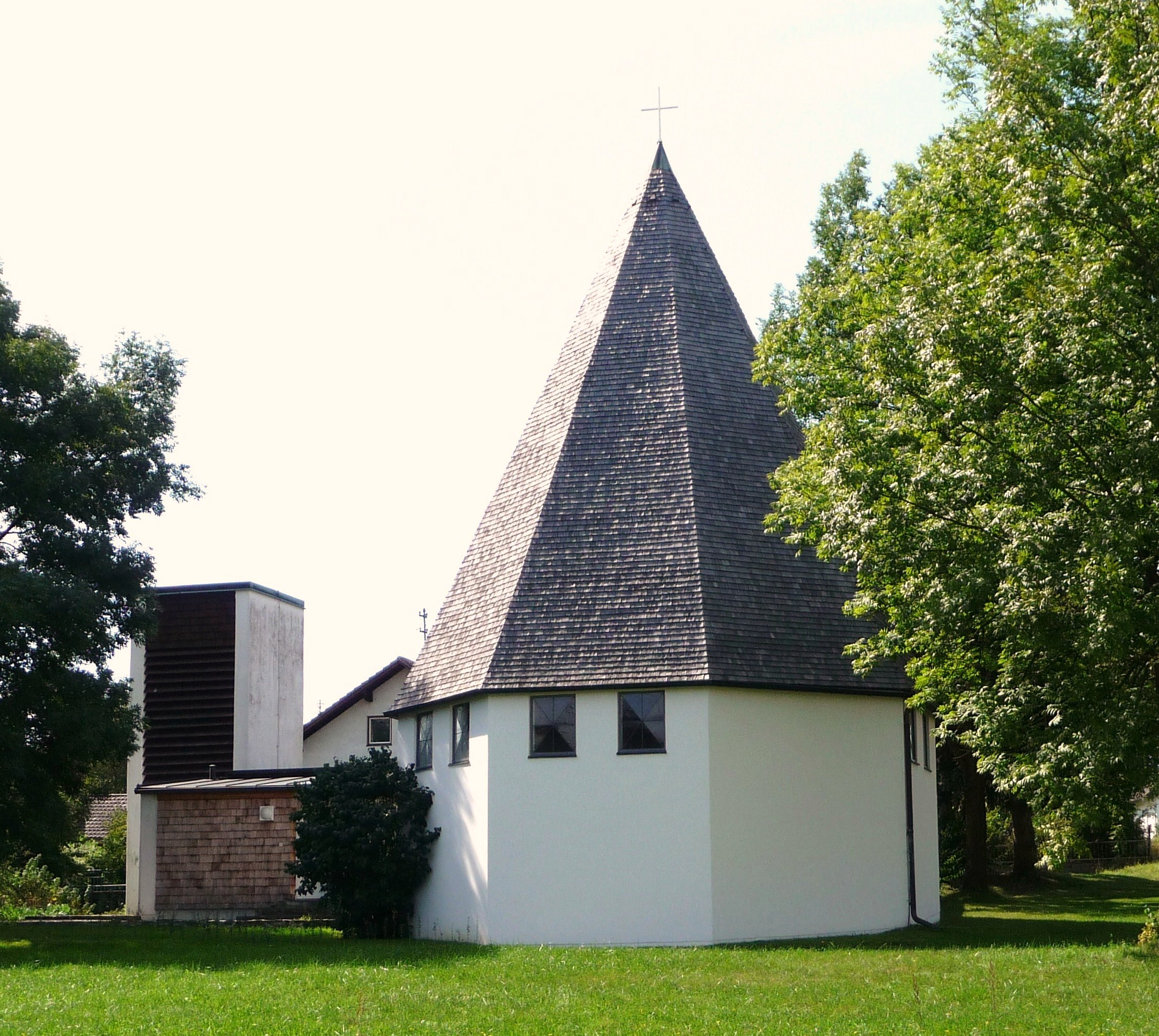
Nordostansicht der Friedenskirche Hunderdorf

Die denkmalgeschützte evangelische Friedenskirche steht in Hunderdorf im niederbayerischen Landkreis Straubing-Bogen.
Das Bauwerk ist unter der Denkmalnummer D-2-78-139-28 als Baudenkmal in der Bayerischen Denkmalliste eingetragen. Sie war bis zu ihrer Entwidmung eine Kirche der Evangelisch-Lutherischen Kirchengemeinde Bogen im Evangelisch-Lutherischen Dekanat Regensburg im Kirchenkreis Regensburg der Evangelisch-Lutherischen Kirche in Bayern.

## Geschichte
Die Kirche mit anschließender Personalwohnung wurde in den Jahren 1963/1964 in der Amtszeit von Pfarrer Hans Sommer (1957–1968) auf einem 2699 Quadratmeter großen Grundstück in der Friedensstraße 36 errichtet. Die Einweihung durch Oberkirchenrat Koller erfolgte nach dreimonatiger Bauzeit am 21. Dezember 1963. Im Jahr 2022 beschloss der Kirchenvorstand, die Kirche zu verkaufen. In einer Pressemeldung wurde mitgeteilt, das Landesamt für Denkmalpflege habe erst nach einer Begehung im September 2022 die Kirche zum Baudenkmal erklärt. Die Entwidmung erfolgte am 14. April 2024 durch Regionalbischof Klaus Stiegler. Anfang Dezember 2024 wurde die Kirche an einen orthodoxen Pfarrer verkauft. Der unbebaute südöstlichen Teil des Grundstücks wurde an die politische Gemeinde Hunderdorf verkauft.

## Beschreibung
Der Kirchenraum mit einem achteckigen Grundriss ist mit einem steilen Zeltdach  versehen, welches mit Holzschindeln gedeckt ist. Im südöstlich anschließenden Flachdachbau mit verschindelter Fassade sind der Eingangsbereich des Kirchenraums und eine Messnerwohnung untergebracht. Daran schließt östlich der in Betonskelletbauweise errichtete Glockenträger an, dessen Schallöffnungen ebenfalls verschindelt sind. Architekten der Kirche waren Franz Lichtblau und Ludwig J. N. Bauer (1929–2003).